# Berliner Yacht-Club

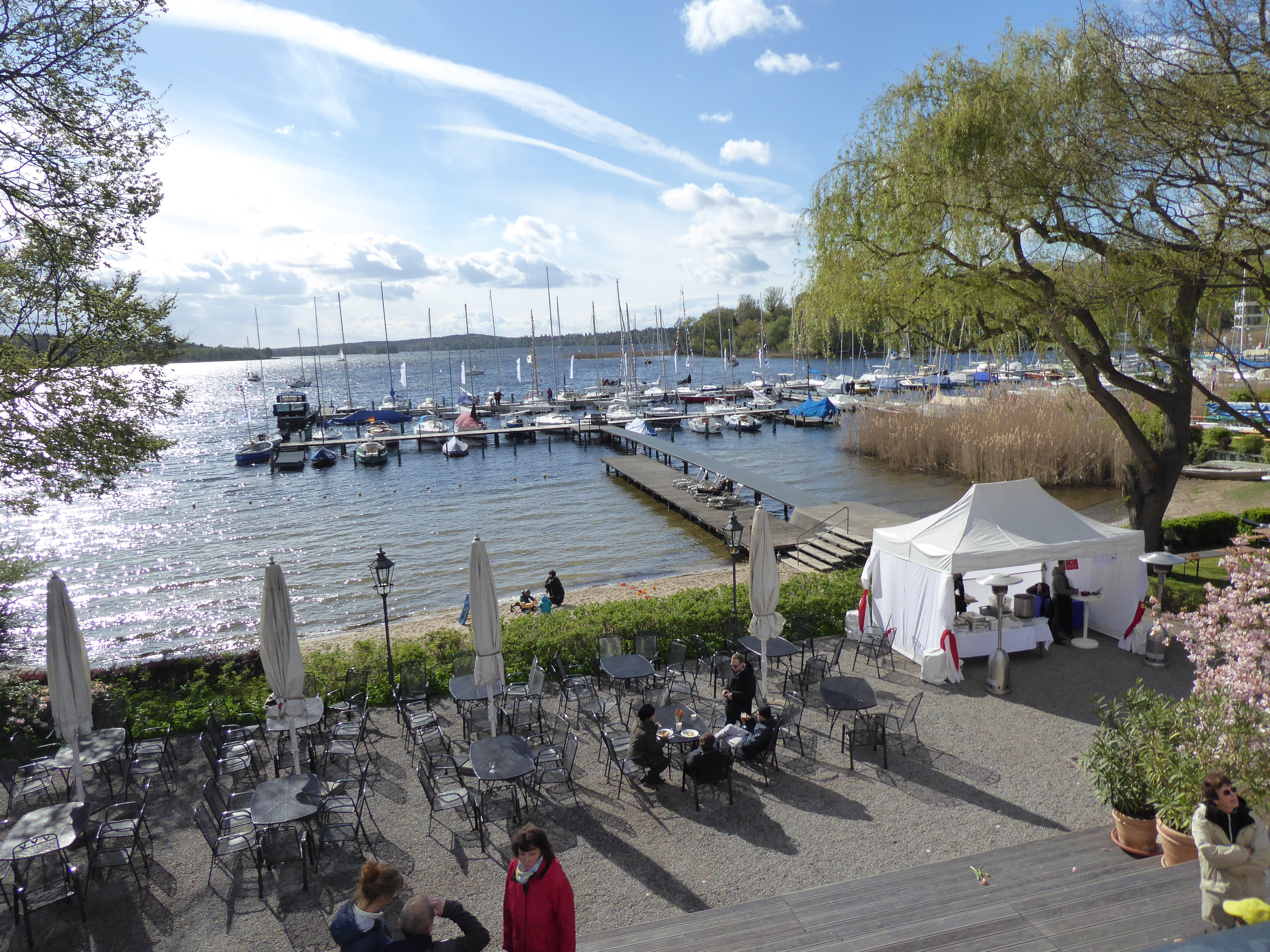
Blick über den Hafen

Der Berliner Yacht-Club (kurz Berliner YC oder BYC) ist ein deutscher Yachtclub aus Berlin. Er wurde 1867 gegründet und gilt als drittältester deutscher Segelverein. Seinen Sitz hat der Verein im Ortsteil Nikolassee des Bezirks Steglitz-Zehlendorf am Großen Wannsee nahe der Insel Schwanenwerder, nördlich des Strandbad Wannsee.
Der Berliner YC ist Gründungsmitglied des 1888 gegründeten Deutschen Segel-Verbandes sowie der 2013 gegründeten Deutschen Segel-Bundesliga, in deren 1. Liga er seither segelt.

## Geschichte
Der Berliner Yacht-Club ging am 25. November 1867 als Berliner Segler-Club aus der 1835 gegründeten Stralauer Tavernengesellschaft (auch Berliner Tavernengesellschaft), der ersten vereinsähnlichen Organisation zur Förderung sportlichen Segelns, hervor. Der Verein wurde somit als dritter Segelclub in Deutschland gegründet, nach dem Segelclub Rhe (1855) und dem Verein Seglerhaus am Wannsee (VSaW; gegründet am 6. Oktober 1867). Anfang der 1890er Jahre wurde das erste Clubhaus auf einem vereinseigenen Wassergrundstück eröffnet. Am 26. Februar 1885 fusionierte der Berliner Segler-Club mit dem Stralauer Segler-Verein von 1880, der ebenfalls aus der Stralauer Tavernengesellschaft hervorging, zum Berliner Yacht-Club mit 143 Mitgliedern und 67 Booten.
Der BYC gehörte im März 1888 zu den Gründungsmitgliedern des Deutschen Segler-Verbandes (DSV). Bereits ein Jahr später trat der BYC aus dem DSV wieder aus: Vier BYC-Mitglieder hatten an Wettfahrten des Berliner Wettsegel-Verbandes (BWV) teilgenommen. Der DSV verbot seinen Mitgliedsvereinen jedoch die Teilnahme ihrer Mitglieder an Wettfahrten, an denen auch Arbeitersegelvereine teilnahmen. Dabei war der BYC selbst 1889 führendes Gründungsmitglied des BWV. Darüber hinaus sah sich der BYC als einziger Binnensegelverein im DSV nicht repräsentiert. Vier Jahre später (1892) trat der BYC dem DSV wieder bei; der BWV löste sich auf und wurde 1901 neugegründet.
1895 waren zehn Clubmitglieder unter den Startern bei der Kieler Woche. Im Jahr 1900 ersegelte das Clubmitglied Paul Wiesner bei den Olympischen Sommerspielen in zwei Wettbewerben einen ersten und einen zweiten Platz. In den folgenden Jahrzehnten folgten weitere sportliche Erfolge des Berliner YC.
Im Zweiten Weltkrieg wurde das Clubhaus in Grünau zerstört. Ab 1949 gewährte der VSaW den BYC-Mitgliedern Gastrecht. Zwischen beiden Vereinen entstand eine enge, bis heute währende Kooperation. 1959 zog der Berliner YC auf die andere Wasserseite, an den Wannseebadweg. In der Folgezeit stiegen die Mitgliederzahlen und die sportlichen Aktivitäten führten zu zahlreichen nationalen wie internationalen Erfolgen.
Die Jugendarbeit des Clubs wurde 2016 mit dem Grünen Band für vorbildliche Talentförderung im Verein ausgezeichnet.
Das 150. Jubiläum im Jahr 2017 begehen der BYC und der VSaW gemeinsam. Am 22. April 2017 konnte im Rahmen der 150-Jahr-Feier das neue Clubhaus eingeweiht werden.

## Erfolge
Deutsche Segel-Bundesliga
Die Saisonergebnisse des Clubs in der 1. Segel-Bundesliga:
2013: Platz 13, 2014: Platz 9, 2015: Platz 2, 2016: Platz 13.
Sailing Champions League
2016 nahm der Club als Vizemeister der 1. Segel-Bundesliga des Vorjahres an der Sailing Champions League teil, schloss nach dem ersten Platz in der Qualifikationsregatta final auf Platz 15 ab.